# Епархия Авита
Епархия Авита или Паладия (на латински: Eparchia Avita; Palladia?; * 397 г.; + пр. 435 г.) е първата съпруга на императора на Западната Римска империя Петроний Максим (упр. 455 г.)
Произлиза от фамилията Авитии.
Дъщеря е на Флавий Юлий Агрикола (консул 421 г.), син на Флавий Епархий Филагрий (notarius 361 – 363, comes Orientalis 382 г.) и Егнация Авита Севера. Баща и е внук по бащина линия на Флавий Филагрий (* 295 г. в Кападокия, префект на Египет 335 – 337 и 338 – 340) и по майчина линия на Квинт Флавий Егнаций Плацид Север (vicarius urbi 365 г.) и Антония Марцианила.
Сестра е на Падузия (* 393, омъжена за Флавий Констанций Феликс, консул 428 г.), на Марк Мецилий Флавий Епархий Авит (* 395; император 455 – 456 г.) и на неизвестен (* 400 г.).
Тя се омъжва за Петроний Максим. През 415 г. тя ражда Паладий (+ май 455 г. в Рим), който е Цезар през 455 г. и е женен за Евдоксия, дъщеря на Флавий Плацидий Валентиниан III и Лициния Евдоксия.